# Lijst van rijksmonumenten in Teteringen
De plaats Teteringen telt 23 inschrijvingen in het rijksmonumentenregister. Hieronder een overzicht.
| Object                                                                                            | Oorspronkelijke functie?  | Bouwjaar                   | Architect | Locatie              | Coördinaten?                  | Nr.?   | Afbeelding                            |
| ------------------------------------------------------------------------------------------------- | ------------------------- | -------------------------- | --------- | -------------------- | ----------------------------- | ------ | ------------------------------------- |
| De Blauwe Hoeve                                                                                   | Boerderij                 | eind 18e of begin 19e eeuw |           | Blauwhoefsedreef 1   | 51° 37' 34" NB, 4° 49' 13" OL | 35128  | Meer afbeeldingen                     |
| Boerderij van het dwarsdeeltype                                                                   | Boerderij                 | 1868                       |           | Blauwhoefsedreef 5   | 51° 37' 33" NB, 4° 48' 49" OL | 35129  | Meer afbeeldingen                     |
| Rustenburg                                                                                        | Woonhuis                  | eind 18e eeuw              |           | Posthoorn 1          | 51° 35' 54" NB, 4° 49' 22" OL | 35130  | Meer afbeeldingen                     |
| Boerderij van het Kempische langgeveltype                                                         | Boerderij                 |                            |           | Groenstraat 8        | 51° 36' 42" NB, 4° 48' 45" OL | 35131  | Meer afbeeldingen                     |
| Boerderij van het Kempische langgeveltype met vlaamse schuur                                      | Boerderij                 | 18e of begin 19e eeuw      |           | Hoeveneind 7         | 51° 36' 46" NB, 4° 49' 3" OL  | 35132  | Meer afbeeldingen                     |
| Boerderij van het Kempische langgeveltype met vlaamse schuur                                      | Boerderij                 |                            |           | Hoeveneind 21        | 51° 36' 57" NB, 4° 49' 3" OL  | 35133  | Meer afbeeldingen                     |
| Boerderij van het Kempische langgeveltype met vlaamse schuur                                      | Boerderij                 |                            |           | Hoeveneind 23        | 51° 36' 59" NB, 4° 49' 2" OL  | 35134  | Meer afbeeldingen                     |
| De Hoge Schuur                                                                                    | Boerderij                 | 1732 (jaarstenen)          |           | Hoeveneind 61        | 51° 37' 20" NB, 4° 49' 13" OL | 35135  | Meer afbeeldingen                     |
| Boerderij van het Kempische langgeveltype met bakhuis, en twee vlaamse schuren                    | Boerderij                 |                            |           | Hoeveneind 63        | 51° 37' 24" NB, 4° 49' 15" OL | 35136  | Meer afbeeldingen                     |
| Boerderij van het Kempische langgeveltype met twee vlaamse schuren                                | Boerderij                 |                            |           | Hoeveneind 76        | 51° 37' 10" NB, 4° 49' 15" OL | 35137  | Meer afbeeldingen                     |
| Gemeentehuis                                                                                      | Bestuursgebouw en onderdl | begin 19e eeuw             |           | Hoeveneind 3         | 51° 36' 45" NB, 4° 49' 3" OL  | 35139  | Meer afbeeldingen                     |
| Dorpswoning van gele baksteen met aanbouwen onder schilddak en zadeldaken                         | Woonhuis                  | eind 18e of begin 19e eeuw |           | Hoolstraat 26        | 51° 36' 33" NB, 4° 49' 1" OL  | 35140  | Meer afbeeldingen                     |
| De Withof                                                                                         | Woonhuis                  | begin 19e eeuw             |           | Hoolstraat 86        | 51° 36' 21" NB, 4° 49' 3" OL  | 35141  | Meer afbeeldingen                     |
| Boerderij van het Kempische langgeveltype, onder rieten wolfdak, ramen met kleine roedenverdeling | Boerderij                 | 1612 (jaartalankers)       |           | Moleneind 25         | 51° 36' 14" NB, 4° 49' 6" OL  | 35142  | Meer afbeeldingen                     |
| Boerderij van het Kempische langgeveltype met grote vlaamse schuur                                | Boerderij                 |                            |           | Hoeveneind 33        | 51° 37' 5" NB, 4° 49' 5" OL   | 370845 | Meer afbeeldingen                     |
| Willibrorduskerk                                                                                  | Kerk en kerkonderdeel     | 1926-1927                  |           | Hoolstraat 13        | 51° 36' 41" NB, 4° 49' 5" OL  | 519047 | Meer afbeeldingen                     |
| Heiningenhoef                                                                                     | Woonhuis                  | 1918                       |           | Galgestraat 12       | 51° 35' 56" NB, 4° 49' 38" OL | 519048 | Heiningenhoef                         |
| St. Franciscus Xaverius                                                                           | Klooster, kloosteronderdl | 1916                       |           | Arnold Janssenlaan 1 | 51° 37' 2" NB, 4° 49' 53" OL  | 519113 | Meer afbeeldingen                     |
| St. Franciscus Xaverius                                                                           | Begraafplaats en -onderdl | 1927                       |           | Arnold Janssenlaan 1 | 51° 36' 60" NB, 4° 50' 10" OL | 519114 | Upload foto                           |
| Heilig Hartbeeld                                                                                  | Gedenkteken               | 1930                       |           | Arnold Janssenlaan 1 | 51° 36' 60" NB, 4° 50' 10" OL | 526097 | Meer afbeeldingen                     |
| Eenvoudig woonhuis met bedrijfsruimte                                                             | Woonhuis                  | midden 19e eeuw            |           | Moleneind 1          | 51° 36' 1" NB, 4° 49' 12" OL  | 526433 | Eenvoudig woonhuis met bedrijfsruimte |
| Langgevelboerdeij, deels uit 1695.                                                                | Boerderij                 | 1900                       |           | Laanzichtweg 97      | 51° 36' 36" NB, 4° 50' 9" OL  | 526448 | Langgevelboerdeij, deels uit 1695.    |
| Vlaamse schuur                                                                                    | Boerderij                 | eerste helft 19e eeuw      |           | Laanzichtweg bij 97  | 51° 36' 36" NB, 4° 50' 8" OL  | 526877 | Meer afbeeldingen                     |